# Philippine Navy FC
El Philippine Navy Football Club és un club de futbol filipí pertanyent a la Marina Filipina.
Els colors del club són el blau i el blanc.

## Palmarès
- Campionat de les Filipines de futbol:[2]

1981-82, 1991
- Lliga de Futbol de Manila:

1966